# Teovizija
Teovizija, hrvatska nakladna kuća iz Zagreba.
Osnovana je 1990. godine u Zagrebu. Prva je privatna laička nakladnička kuća u Hrvatskoj. Motiv osnivača bilo je otkrivanje neiscrpnog bogatstva pisane kršćanske duhovnosti i približavanja Riječi čitateljima kroz nadahnutu pisanu riječ. Izdavački program joj je katolička duhovna literatura. Objavili su oko trista naslova. U skupu objavljenih djela su knjige ponajboljih hrvatskih katoličkih spisatelja: Tomislava Ivančića, Bonaventure Dude, Ivana Goluba, Zvjezdana Linića, Stjepana Licea te mnoštva drugih teologa i laika spisatelja. Zastupljeni su i inozemni autori kroz svoja vrijedna izdanja. Na njemačkom govornom području prijevode Teovizijinih knjiga objavljuje sestrinska tvrtka Grafocommerce iz Salzburga. Teovizija ima tri knjižare u Zagrebu, te po jednu u Splitu, Varaždinu, Vinkovcima, Požegi i Slavonskom Brodu. Osim Teovizijinih knjiga. Prodaju i knjige drugih katoličkih nakladnika, nabožne predmete, samostanske proizvode, umjetničke slike i skulpture te ostale crkvene artikle.